# Playa de Pendueles
La Playa de Pendueles es una playa de la parroquia de Pendueles, en el concejo de Llanes, Asturias. Se enmarca en las playas de la Costa Oriental de Asturias, también llamada Costa Verde Asturiana y está considerada paisaje protegido, desde el punto de vista medioambiental (por su vegetación). Por este motivo está integrada, según información del Ministerios de Agricultura, Alimentación y Medio Ambiente, en el Paisaje Protegido de la Costa Oriental de Asturias.

## Descripción
La playa de Pendueles, presenta forma triangular y a ella se accede sólo a pie, utilizando un sendero que nace de la zona de aparcamiento no vigilado que tiene en el lugar hasta el que se puede acceder con vehículo a motor, y acaba en unas escaleras. La playa está rodeada de acantilados y unida por un tómbolo al que se conoce como islote de Los Picones.
El incómodo lecho rocoso, la falta de buenos accesos, la peligrosidad del baño, así como no poseer ningún tipo de equipamientos, salvo papeleras y el servicio de limpieza, hace que sea una playa poco frecuentada pese a la belleza paisajística que tiene.